# Pasiphaea multidentata
Espèce
Synonymes
- Pasiphaë (Phye) sicula Riggio, 1896 (in Riggio, 1895-1896)[2]
- Pasiphaë norvegica M. Sars, 1866 (préféré par WoRMS)[2]

Pasiphaea multidentata est une espèce de crustacés de la famille des Pasiphaeidae, qui peut atteindre jusqu'à 110 mm de long.